# Contea di Pierce (Dakota del Nord)
La contea di Pierce in inglese Pierce County è una contea dello Stato del Dakota del Nord, negli Stati Uniti. La popolazione al censimento del 2000 era di 4 675 abitanti. Il capoluogo di contea è Rugby.